# Alchemilla bulgarica
Alchemilla bulgarica är en rosväxtart som beskrevs av Werner Hugo Paul Rothmaler. Alchemilla bulgarica ingår i släktet daggkåpor, och familjen rosväxter. Inga underarter finns listade i Catalogue of Life.